# Nohèdes
Nohèdes – miejscowość i gmina we Francji, w regionie Oksytania, w departamencie Pireneje Wschodnie.
Według danych na rok 1990 gminę zamieszkiwało 55 osób, a gęstość zaludnienia wynosiła 2 osoby/km² (wśród 1545 gmin Langwedocji-Roussillon Nohèdes plasuje się na 845. miejscu pod względem liczby ludności, natomiast pod względem powierzchni na miejscu 238.).